# 러프 라이더스 엔터테인먼트
러프 라이더스 엔터테인먼트(Ruff Ryders Entertainment)는 미국의 힙합 레이블이다. 1998년 Chivon Dean 과 그의 동생 Deeh 와 Wahh 가 설립했다. 총괄 프로듀서는 스위즈 비츠이고, 제일 인지도가 높은 뮤지션은 DMX이다. 또한 락커펠라 레코드, 데프잼 소속인 제이다키스와 베드 보이 레코드의 드래그 온, 전 애프터매스 소속 여성랩퍼 Eve 그리고 최초의 오버그라운드 중국인 랩퍼이자 MTV 프리스타일 랩배틀에서 1위를 한 어우양징, 캐시디 등이 소속돼 있다.
새 러프 라이더 앨범은 2010년에 발매될 예정이다.

## 소속 아티스트

### 랩퍼
- 더 록스(Ruff Ryders/D-Block/베드 보이 레코드) 
  - 제이다키스 (Ruff Ryders/락커펠라 레코드/D-Block/데프잼)
  - Styles P (Ruff Ryders/E1 Music/D-Block)
  - Sheek Louch (Ruff Ryders/E1 Music/D-Block)
- DMX (Ruff Ryders/Bodog Music/Bloodline Records)
- 드래그 온 (Ruff Ryders/Full Surface Records/Hood Environment)
- Flashy (Ruff Ryders/Hard Work)
- 스위즈 비츠(Ruff Ryders/Full Surface/Universal Records)
- Lynne Timmes (aka LT) (Ruff Pop)
- Eve(Ruff Ryders/Full Surface/Geffen)
- Kartoon
- Infa-Red & Cross
- Pirate (Ruff Reggaeton)
- Tony Sunshine
- Murda Mook (Ruff Ryders)

### 프로듀서
- 스위즈 비츠
- Neo Da Matrix
- Vinylz
- P.K. a.k.a. P. Killer Trackz
- Elite
- Devine Bars
- DJ Shok
- Black Key
- Mahogany
- Tuneheadz
- Dame Grease
- Icepick Jay

### 전 멤버
- 캐시디
- 어우양징